# Порфіріо Діас
Порфі́ріо Ді́ас (повне ім'я: Хосе де ла Крус Порфіріо Діас Морі, ісп. José de la Cruz Porfirio Díaz Mori Spanish: [poɾˈfiɾjo ˈði.as]; 15 вересня 1830 — 2 липня 1915) — мексиканський герой війни і президент Мексики (пізніше вважався диктатором), управляв Мексикою з 1876 до 1911 року (за винятком чотирьохрічного періоду).

## Життєпис
Порфіріо Діас народився в багатодітній сім'ї в містечку Оахака. Проходив навчання в семінарії, але в 16 років, коли почалася війна між Мексикою та США, він вступив до складу міліції штату, але в бойових діях не брав участь. За часів виступу проти президента Санта-Анни був на боці лібералів і зміг дослужитися до звання капітан. Громадянську війну Порфіріо закінчив полковником.
За час іноземної інтервенції та Другої Мексиканської імперії 1861—1867 років відзначився в бою при Пуебла, за що отримав генеральське звання. У 1865 році потрапив у полон до французів, звідки зміг втекти. У 1866 році у битві при Міауатлані, проти вдвічі переважаючих військ імператора Максиміліана Габсбурга розбив супротивника. У 1867 році виграв битву при Ауеблі, після чого захопив столицю Мексики — Мехіко.
З початку 1870-х років Діас став противником політики президента Беніто Хуареса, а потім його послідовника Севастьяна Лердо де Техада. У 1876 році вчинив заколот, а у 1877 році його обрали президентом Мексики. Цю посаду займав до 1911 року з перервою в 4 роки з 1880 по 1884 рік. Час правління Діаса, за його власним висловом, отримав найменування Порфіріат. У країні відбувалися президентські вибори, але Порфіріо постійно утримував владу за допомогою махінацій з голосами виборців, таким чином встановивши жорстку диктатуру.
У 1910 році, під час чергового президентського терміну, опонент Діаса, Франсіско Мадеро, не захотів визнавати підсумки виборів і закликав населення боротися з диктатором. У результаті в Мексиці розпочалася революція, в ході якої режим Діаса було повалено. Останній в травні 1911 року перебрався до Франції, де прожив до самої смерті у 1915 році.